# Sheriff Stadium

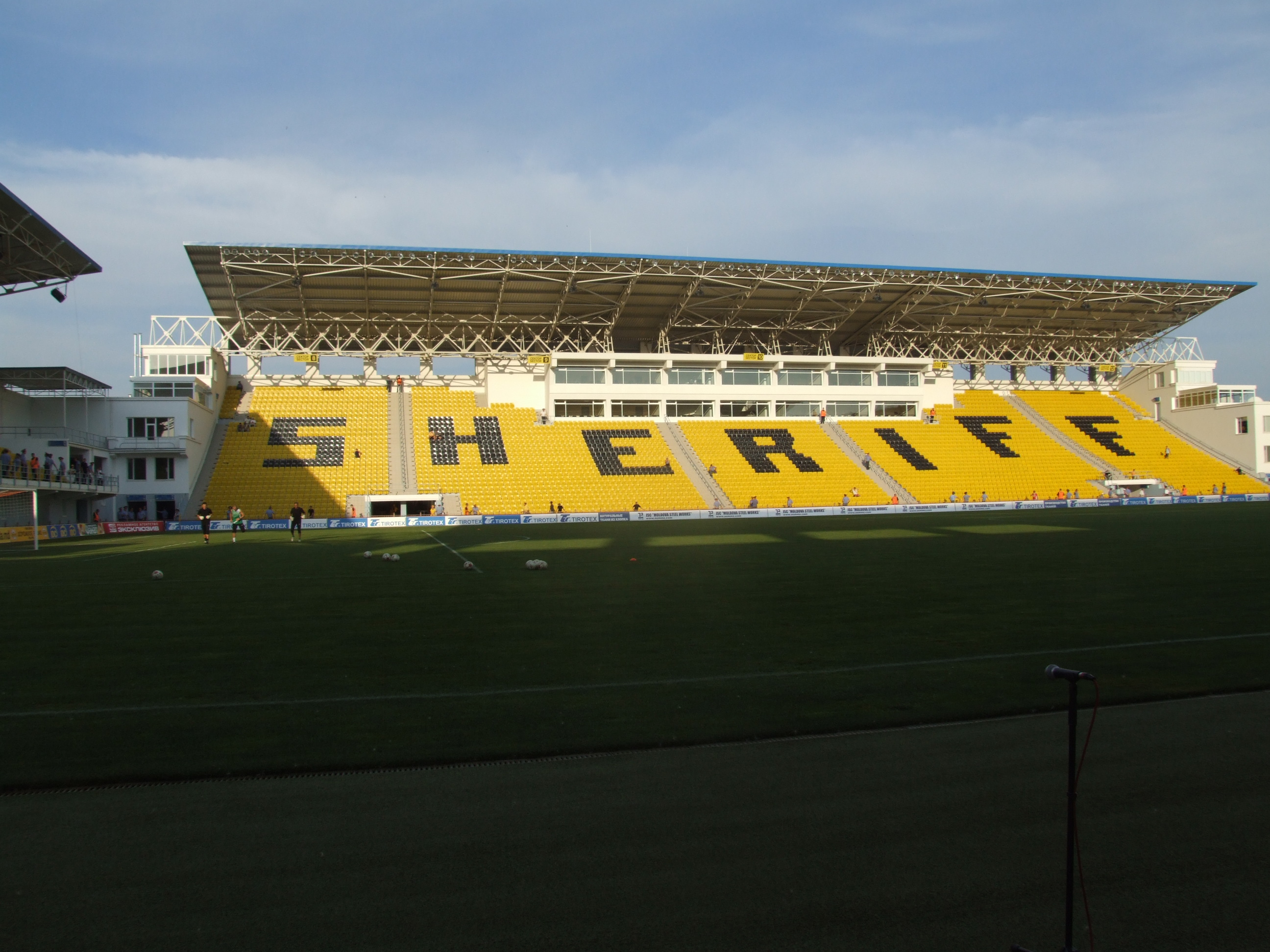
Vista interna.

Sheriff Stadium (ou Glavnaya Arena de Complexul Sheriif) é a casa do Sheriff Tiraspol, um time de futebol sediado em Tiraspol, capital da Transnístria, Moldávia . É propriedade da Sheriff Corporation local. Tem capacidade para 12.746 espectadores.  A seleção nacional de futebol da Moldávia jogou algumas de suas partidas internacionais em casa no estádio.
Ocupa um território de mais de 40 hectares e consiste no campo principal mais cinco outros campos, campos de treinamento, uma arena coberta coberta para uso no inverno, bem como uma escola de futebol para crianças e residências in loco para os jogadores do FC Sheriff . Um luxuoso hotel cinco estrelas está em construção.

## Galeria

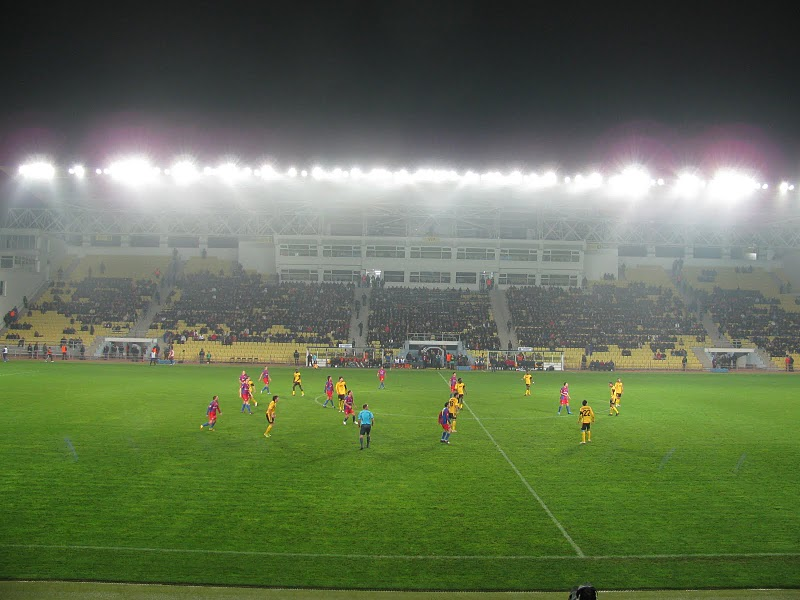
Sheriff– Steaua București, 2009
Xerife - Tottenham Hotspur, 2013Xerife - Tottenham Hotspur, 2013